# Curimagua bayano
Espèce
Curimagua bayano est une espèce d'araignées aranéomorphes de la famille des Symphytognathidae.

## Distribution
Cette espèce est endémique du Panama,. Elle se rencontre à Bayano.

## Description
Le mâle holotype mesure 0,99 mm et la femelle paratype 1,29 mm.

## Biologie
Curimagua bayano est un cleptoparasite obligatoire du genre mygalomorphe Diplura, en grimpant sur les chélicères de son hôte pour voler une partie de son repas.

## Étymologie
Son nom d'espèce lui a été donné en référence au lieu de sa découverte, Bayano.

## Publication originale
- Forster & Platnick, 1977 : A review of the spider family Symphytognathidae (Arachnida, Araneae). American Museum novitates, no 2619, p. 1-29  (texte intégral).